# 101 (album de Depeche Mode)
Pour les articles homonymes, voir 101 (homonymie).
Albums de Depeche Mode
Music for the Masses
(1987) Violator
(1990)
Singles
1. Strangelove '88
Sortie : 1988
2. Everything Counts (Live)
Sortie : 13 février 1989

101 est le premier album live du groupe anglais Depeche Mode, sorti en 1989. Il a été enregistré lors du 101e et dernier concert de la tournée Music for the Masses Tour, le 18 juin 1988 au Rose Bowl Stadium de Pasadena. Durant le concert, le groupe anglais y a interprété ses plus grands titres, devant 75 000 personnes. Ce concert est considéré (avec l'album Violator) comme étant l'apogée du groupe.

## Liste des morceaux
Disque 1
1. Pimpf - 1:00
2. Behind the Wheel - 5:53
3. Strangelove - 4:48
4. Sacred - 5:10
5. Something to Do - 3:52
6. Blasphemous Rumours - 5:12
7. Stripped - 6:38
8. Somebody - 4:36
9. The Things You Said - 4:18

Disque 2
1. Black Celebration - 4:53
2. Shake the Disease - 5:09
3. Nothing - 4:35
4. Pleasure, little Treasure - 4:37
5. People Are People - 4:58
6. A Question of Time - 4:11
7. Never Let Me Down Again - 6:37
8. A Question of Lust - 4:06
9. Master and Servant - 4:29
10. Just Can't Get Enough - 4:00
11. Everything Counts - 12:32

Dans la version SACD, il y a une piste cachée dans le CD 2, après Everything counts (8:30-12:32) : il s'agit de Pimpf en version longue, c’est-à-dire tel qu'il a été vraiment joué en ouverture du concert (le Pimpf du CD 1 est juste la dernière minute).

## Classements et certifications
L'album s'est classé à la 5e place des charts britanniques (le meilleur score de DM depuis plusieurs années) et en 45e position aux États-Unis dans le Billboard 200.
| Classement (1993)                  | Meilleure place |
| ---------------------------------- | --------------- |
| Allemagne (Media Control AG)       | 3               |
| Autriche (Ö3 Austria Top 40)       | 13              |
| Canada (Canadian RPM Albums Chart) | 16              |
| États-Unis (Billboard 200)         | 45              |
| France (SNEP)                      | 4               |
| Pays-Bas (Mega Album Top 100)      | 43              |
| Royaume-Uni (UK Albums Chart)      | 5               |
| Suède (Sverigetopplistan)          | 14              |
| Suisse (Schweizer Hitparade)       | 11              |

| Pays                  | Certification | Ventes certifiées |
| --------------------- | ------------- | ----------------- |
| Allemagne (BVMI)      | Or            | 250 000           |
| Canada (Music Canada) | 2 × Platine   | 200 000           |
| États-Unis (RIAA)     | Or            | 250 000           |
| France (SNEP)         | Or            | 100 000           |
| Royaume-Uni (BPI)     | Or            | 100 000           |

## Vidéo
Albums de Depeche Mode
Strange
(1988) Strange Too
(1990)
Le cinéaste D.A. Pennebaker a tourné un film sur la tournée américaine et ce concert en particulier, qui est sorti en salles sous le nom 101. Ce film a été publié une première fois sous format VHS en 1989 en parallèle de la sortie de l'album live. Le film a été réédité en 2003 en DVD comprenant le documentaire sur le premier DVD et le concert sur le deuxième disque. Mais cette réédition est incomplète car les enregistrements des morceaux Sacred, Something To Do, Things You Said, Shake The Disease, Nothing, People Are People, A Question of Time et A Question of Lust ont été perdus et n'ont pu être intégrés sur ce deuxième disque, mais 3 de ces enregistrements ont été retrouvés et intégrés en bonus sur les éditions Blu-ray en 2021 (Voir bonus Blu-ray ci-dessous).

### Contenu
VHS
1. 101 – The Movie

DVD
Disque 1
1. 101 – The Movie

Disque 2
1. Master and Servant
2. Pimpf
3. Behind the Wheel
4. Strangelove
5. Blasphemous Rumours
6. Stripped
7. Somebody
8. Black Celebration
9. Pleasure, Little Treasure
10. Just Can't Get Enough
11. Everything Counts
12. Never Let Me Down Again

Bonus Blu-ray
1. A Question Of Lust
2. Sacred
3. Something To Do

### Certifications
| Pays                 | Certification | Ventes certifiées |
| -------------------- | ------------- | ----------------- |
| Allemagne (BVMI)     | Or            | 250 000           |
| Espagne (Promusicae) | Or            | 10 000            |
| États-Unis (RIAA)    | Platine       | 100 000           |
| France (SNEP)        | Platine       | 20 000            |
| Pologne (ZPAV)       | Platine       | 10 000            |